# Bulgari basarabeni
Bulgarii basarabeni (în bulgară бесарабски българи, transliterat besarabski bǎlgari) sunt un grup etnic minoritar bulgar din regiunea istorică Basarabia, care locuiesc astăzi pe teritoriile actualelor state Ucraina (Regiunea Odesa) și Republica Moldova.

## Localizare și număr

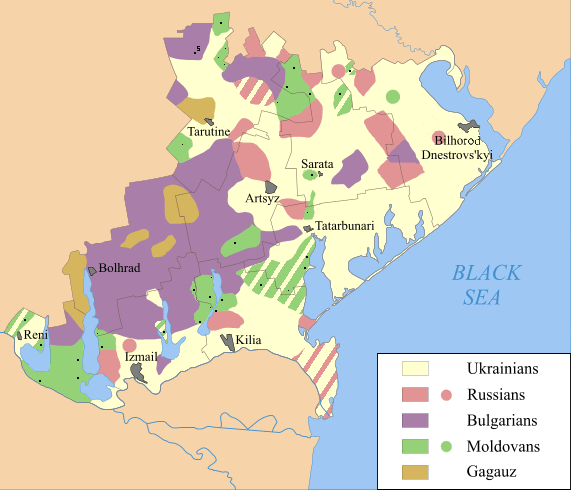
Teritoriile locuite de bulgari în Bugeac (mov)

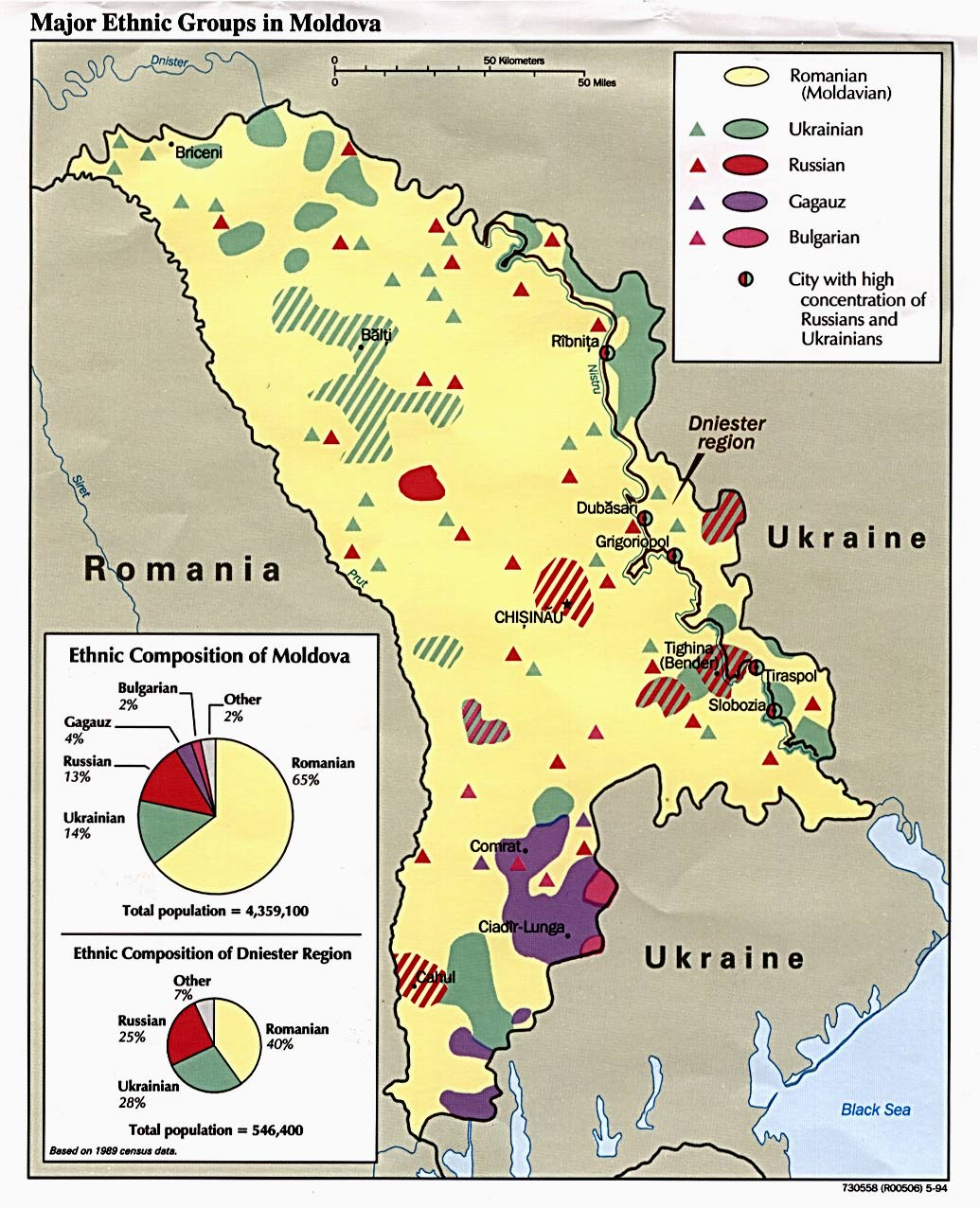
Teritoriile locuite de bulgari în Republica Moldova (roz închis)

### Ucraina

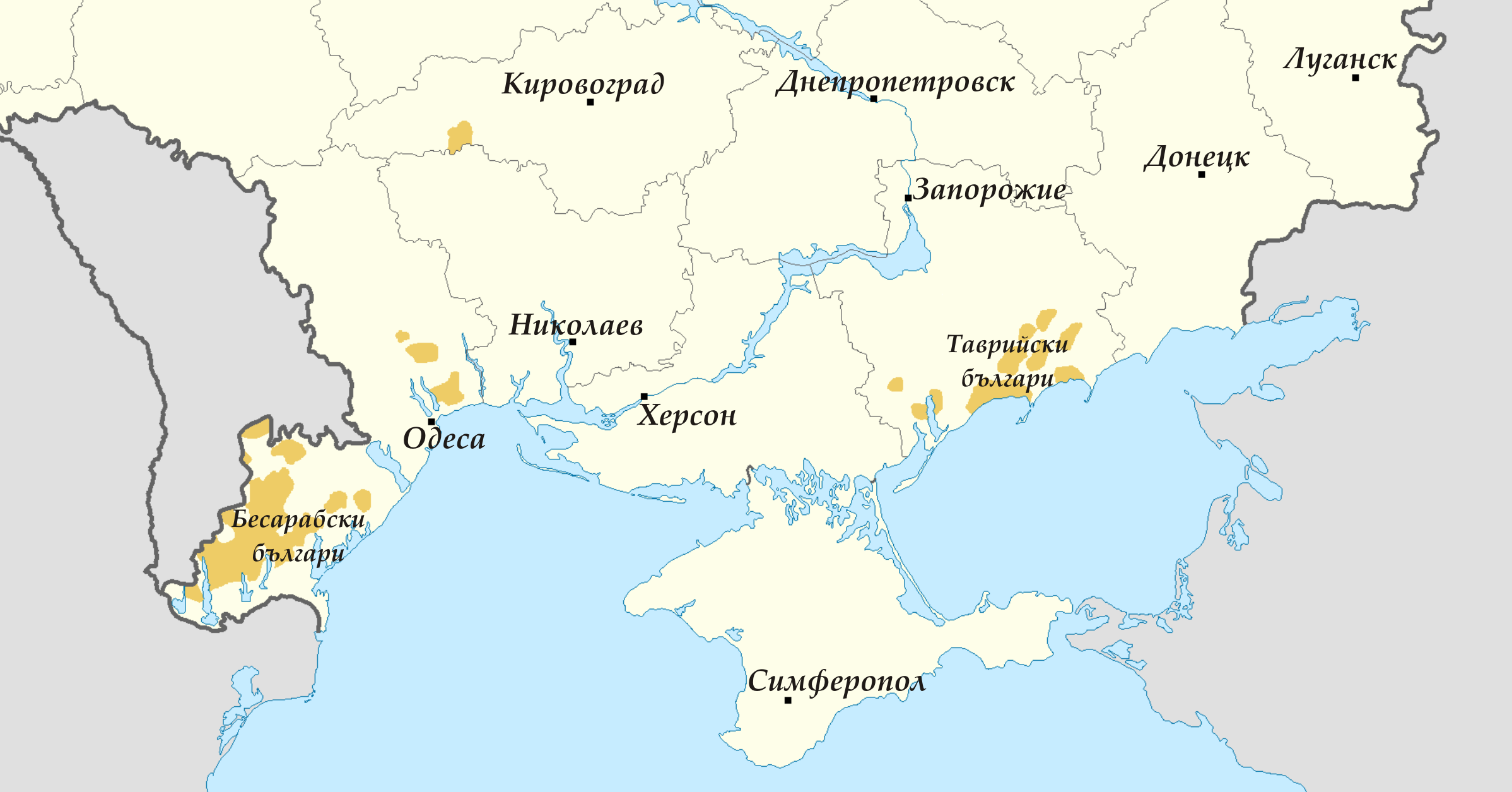
Teritoriile locuite de bulgari în Ucraina.

În Ucraina, numărul bulgarilor basarabeni este estimat la peste 129.000 în Bugeac (în Regiunea Odesa din partea de sud a țării) și 75.000 în celelalte părți (în principale în alte părți din sudul Ucrainei), în conformitate cu datele furnizate de Recensământul ucrainean (2001), care a numărat un total de 204.600 bulgari în Ucraina.
Etnicii bulgari sunt majoritari în raionul Bolgrad (45.600 din cei 75.000 locuitori, adică 60.8%), dar ei locuiesc de asemenea și în alte raioane ale Bugeacului: Arciz - 20.200 din 51.700 (39.07%), Tarutino - 17.000 din 45.200 (37.61%), Ismail - 14.100 din 54.700 (25.78%) și Sărata - 10.000 din 49.900 (20.04%). De asemenea, sunt 8.600 bulgari în orașul Ismail (dintr-o populație totală de 85.100 persoane, sau 10.11%).   
În afara Bugeacului, mulți bulgari se află în orașul Odesa, unde s-au mutat în ultimii 50 de ani.

### Republica Moldova
În conformitate cu datele recensământului din RSS Moldovenească din 1989, locuiau acolo 88.419 bulgari. 
Rezultatele recensământului organizat în octombrie 2004 au scos la iveală faptul că 65.072 bulgari basarabeni (1.95% din populație) locuiesc în Republica Moldova (excluzând regiunea Transnistria), concentrați în principal în partea de sud — mai precis în raionul Taraclia. Recensământul organizat în noiembrie 2004 în Transnistria a numărat 3.164 (3.16%) bulgari în orașul Tighina și împrejurimile acestuia și încă 10.515 (2.39%) pe malul estic al râului Nistru.
29.447 bulgari locuiesc în orașe (și reprezintă 2.26% din populaia urbană) și 36.215 locuiesc în mediul rural (1.74% din numărul populației rurale). 90.60% dintre etnicii bulgari sunt născuți pe teritoriul actual al Republicii Moldova (media națională este de 94.6%), 5.968 (9.09%) în alte țări care au aparținut Uniunii Sovietice (media națională este de 5.16%) și 199 (0.30%) în alte părți.
53.178 sau 80.99% din numărul etnicilor bulgari au declarat limba bulgară ca limbă maternă (69.23% în mediul urban și 90.55% în cel rural), 2.766 sau 4.21% dintre ei au declarat limba română ca limbă maternă (4.91% în mediul urban și 3.64%  în cel rural), 9.134 sau 13.91% dintre ei au declarat limba rusă ca limbă maternă (25.08% în mediul urban și 4.83% în cel rural) și 584 sau 0.89% au declarat o altă limbă maternă (0.78% în mediul urban și 0.98% în cel rural). 
35.808 sau 54.53% dintre etnicii bulgari au declarat limba bulgară ca limba principală în uzul zilnic (36.81% în mediul urban și 68.95% în cel rural), 5.698 sau 8.68% dintre ei au declarat limba moldovenească/limba română ca limba principală (7.93% în mediul urban și 9.29% în cel rural), 23.259 sau 35.42% dintre ei au declarat limba rusă ca limba principală (54.45% în mediul urban și 19.95% în cel rural) și 897 sau 1.37% dintre ei au declarat o altă limbă principală (0.81% în mediul urban și 1.81% în cel rural). 
Bulgarii basarabeni sunt majoritari în raionul Taraclia, fiind în număr de 28.293, adică 65.56% din populația raionului. De asemenea, bulgari sunt și în municipiul Chișinău (8.868, adică 1.2%), Găgăuzia (8.013, adică 5.1%), raionul Cahul (5.816, adică 4.9%), raionul Leova (3.804, adică 7.4%) și raionul Cantemir (3.736, adică 6.2%). Numărul etnicilor bulgari din Transnistria este de 10.515 (2.39%), din care 2.450 (1.55%) în orașul Tiraspol și 7.323 (8.44%) în raionul Slobozia (care include și satul Parcani). Alți 3.001 (3.09%) bulgari locuiesc în orașul Tighina și 342 în 3 suburbii ale sale. În total, sunt 79.520 (2.02%) bulgari în Republica Moldova, inclusiv Transnistria.
Bulgarii basarabeni sunt majoritari într-un singur oraș din Republica Moldova, Taraclia (10.732 bulgari, sau 78%) și în 8 comune din țară:
- Tvardița, raionul Taraclia (5.396 din 5.882 locuitori, 91.7%)
- Corten, raionul Taraclia (3.036 din 3.407 locuitori, 87.5%)
- Colibabovca, raionul Leova (934 din 1.142 locuitori, 81.8%)
- Cairaclia, raionul Taraclia (1.733 din 2.124 locuitori, 81.6%)
- Stoianovca, raionul Cantemir (1.055 din 1.372 locuitori, 76.9%)
- Valea Perjei, raionul Taraclia (3.792 din 4.986 locuitori, 76%)
- Vozneseni, raionul Leova (985 din 1.396 locuitori, 70.5%)
- Parcani, Unitățile Administrativ-Teritoriale din Stânga Nistrului, cca. 60%, data exactă necunoscută

## Istoric
Populația modernă a bulgarilor basarabeni s-a stabilit în partea de sud a Basarabiei la sfârșitul secolului al XVIII-lea și începutul secolului al XIX-lea, în timpul revoltelor feudale din Imperiul Otoman și după războaiele ruso-otomane din acea perioadă. Valuri numeroase de emigranți au avut loc îndeosebi după războaiele ruso-otomane din 1806-1812 și 1828-1829. Coloniștii proveneau în principal din partea de est a Bulgariei de astăzi, dar mulți dintre ei erau descendenți ai bulgarilor din partea de vest a țării care se mutaseră în est înaintea secolului al XVIII-lea. Printre bulgarii care au emigrat în Basarabia au fost și câțiva albanezi care se așezaseră în estul Bulgariei cu puțin timp înainte. 
În timpul războaielor ruso-otomane, când armatele rusești au atins și traversat Dunărea, unii locuitori de etnie bulgară le-au sprijinit. Aceste populații s-au compromis în ochii otomanilor și au fost nevoite să se refugieze în Imperiul Rus. Propaganda rusească a desfășurat o activitate intensă pentru a-i convinge pe bulgari să se așeze pe teritoriile anexate recent de ruși, de unde fuseseră alungați tătarii. Coloniștii bulgari s-au așezat nu doar în Basarabia, ci și în regiunea Cherson.
Refugiații bulgari și găgăuzi din Basarabia sunt menționați pentru prima dată în 1769. Recensământul din 1817 a găsit bulgari în 12 sate basarabene aflate în văile râurilor Ialpug și Lunga: în aceste 12 sate locuiau 482 familii bulgare și găgăuze și 38 familii românești. Conducătorul bulgarilor și găgăuzilor era un bărbat cu numele de Copceac. Șapte dintre cele 12 sate erau găgăuze (Baurci, Beșalma, Ceadîr-Lunga, Chessău, Dezghingea, Gaidar și Tomai) și 5 erau bulgărești.
După stabilirea lor în Basarabia, bulgarii și găgăuzii și-au întemeiat propriile localități, cum sunt orașele Bolgrad (1819) și Comrat, și aproximativ 64 (după unele surse ) sau 43 (după alte surse ) sate. În 1856, după Tratatul de la Paris, două ținuturi din sudul Basarabiei, Ținutul Cahul și Ținutul Ismail, au fost retrocedate către Principatul Moldovei (din 1861 — România). Acest teritoriu includea orașele Bolgrad, Ismail și Chilia. Coloniștii găgăuzi așezați în jurul orașului Comrat au rămas, totuși, în Imperiul Rus. Un gimnaziu bulgar a fost înființat în Bolgrad la 28 iunie 1858 de către autoritățile moldovenești de sub conducerea caimacamului Nicolae Vogoride, ceea ce a avut un efect pozitiv asupra dezvoltării educației și culturii bulgare, acesta fiind în fapt primul gimnaziu bulgar modern.
În 1861, 20.000 de bulgari din partea de sud a Basarabiei (care revenise României) au emigrat în Rusia, unde li s-a dat pământ în Gubernia Taurida pentru a-i înlocui pe tătarii nogai care-și părăsiseră fostele teritorii din Hanatul Crimeii. Acești coloniști au întemeiat o altă comunitate bulgară — bulgarii din Taurida.
După ce partea de sud a Basarabiei a fost reanexată de către Imperiul Rus în 1878, procesul de rusificare a devenit din ce în ce mai puternic, iar mulți intelectuali de etnie bulgară s-au reîntors în nou-înființatul Principat al Bulgariei pentru a contribui la crearea statului bulgar. Rușii au deposedat minoritatea bulgară de drepturile primite în timpul administrației românești.
Întrega provincie a Basarabiei s-a unit cu România în aprilie 1918, după Revoluția Rusă și colapsul Imperiului Țarist. În contrast cu perioada anterioară a administrației românești, multe drepturi culturale și educaționale ale minorității bulgare nu au fost restabilite. 
În timpul Răscoalei de la Tatarbunar din 1924, când agitatorii sovietici au încercat să răstoarne, fără succes, administrația românească din sudul Basarabiei, mulți etnici bulgari (împreună cu localnicii moldoveni (români) și germani basarabeni) s-au situat de partea autorităților românești, după cum a subliniat Gheorghe Tătărescu în raportul înaintat în numele Ministerului de Interne către Parlamentul României în 1925.
Pactul Ribbentrop-Molotov din 1939 a dus la ultimatumul sovietic din 26 iunie 1940, invazia armatelor sovietice în Basarabia și includerea acestui teritoriu în Uniunea Sovietică. Cu toate că au fost o minoritate acceptată oficial sub dominația sovietică, bulgarii basarabeni și-au pierdut unele caracteristici ale identității lor culturale în acea perioadă.
O mișcare de renaștere națională a bulgarilor basarabeni își are originea în anii '80 ai secolului al XX-lea, când au fost publicate ziare în limba bulgară, au fost înființate aociații culturale și educaționale, iar limba bulgară a fost introdusă în școlile locale, mai ales după destrămarea Uniunii Sovietice: inițial doar ca materie opțională, iar mai târziu ca materie obligatorie. În 1993 a fost înființată Asociația bulgarilor din Ucraina și în 2004 a fost înființată Universitatea de Stat din Taraclia, cofinanțată de către statul bulgar. Limbile de studiu la această universitate sunt bulgara și româna.

## Bulgari basarabeni renumiți
- Dimitar Agura (1849-1911) - istoric bulgar
- Gheorghi Agura (1853-1915) - general bulgar
- Nicolae Cervencov (n. 1948) - profesor universitar, doctor habilitat în științe istorice, rector al Universității de Stat din Taraclia (din 2004), președintele Asociației bulgarilor din Republica Moldova (din 1994)
- Chiril Covalgi (n. 1930) - poet și trducător rus
- Liuba Dimitriu (1901-1930) - poetă română
- Petar Draganov - filolog bulgar
- Gheorghi Ghincev (1866-1908) - jurnalist și pedagog bulgar
- Dimitar Grekov (1847-1901) - om politic bulgar, prim-ministru al Bulgariei (1899)
- Mihail Grekov (1847-1922) - revoluționar și publicist bulgar
- Mihail Kanev - istoric
- Anton Kisse - scriitor, deputat, președinte al Asociației bulgarilor din Ucraina
- Ivan Kolev (1861-1917) - general bulgar, erou al primului război mondial
- Ruslan Mainov (n. 1976) - actor și cântăreț bulgar
- Aleksandar Malinov (1867-1938) - om politic bulgar, prim-ministru al Bulgariei (1908-1911, 1918, 1931)
- Ivan Minkovski - cântăreț bulgar de muzică populară
- Petru Nedov (1926-2009) -  profesor universitar, doctor habilitat în științe agricole, specialist moldovean în imunologia plantelor, ales ca membru de onoare al Academiei de Științe a Moldovei
- Danail Nikolaev (1852-1942) - general bulgar, ministru de război al Bulgariei (1886-1887, 1907-1911)
- Olimpi Panov (1852-1887) - ofițer bulgar, ministru de război al Bulgariei (1886)
- Nikolai Paslar (n. 1980) - campion mondial la lupte libere
- Porfirie Stamatov (1840-1925) - jurist bulgar, președinte al Curții Supreme de Justiție (1880-1886), ministru de justiție al Bulgariei (1881)
- Dimitar Stefanov (1872-1940) - revoluționar și om politic bulgar
- Ivan Șișman (n. 1963) - pictor ucrainean
- Vasile Tarlev (n. 1963) - economist și om politic moldovean, prim-ministru al Republicii Moldova (2001-2008)
- Aleksandar Teodorov-Balan (1859-1959) - lingvist bulgar, primul rector al Universității din Sofia
- Arcadie Țopa - campion bulgar la lupte libere
- Gavril Zanetov (1863-1934) - jurist și istoric bulgar
- Ecaterina Celac - istoric
- Ivan Zabunov - om politic și istoric
- Ivan Duminica - istoric